# Janowo (rejon oszmiański)
Janowo (biał. Янова; ros. Яново) − chutor na Białorusi, w obwodzie grodzieńskim, w rejonie oszmiańskim, w sielsowiecie Nowosiółki.

## Historia
W czasach zaborów folwark w gminie Kucewicze, w powiecie oszmiańskim, w guberni wileńskiej Imperium Rosyjskiego. W 1905 roku liczył 7 mieszkańców, 35 dziesięcin należał do Szczęsnowicza.
W latach 1921–1945 folwark i zaścianek leżały w Polsce, w województwie wileńskim, w powiecie oszmiańskim, w gminie Kucewicze.
W 1931:
- folwark w 1 domu zamieszkiwało 9 osób[2].
- zaścianek w 2 domach zamieszkiwało 16 osób[2].

Wierni należeli do parafii rzymskokatolickiej w Borunach. Miejscowość podlegała pod Sąd Grodzki w Oszmianie i Okręgowy w Wilnie; właściwy urząd pocztowy mieścił się w Kucewiczach.
Po II wojnie światowej w granicach Związku Sowieckiego. Od 1991 w niepodległej Białorusi.